# العلاقات السلوفاكية الليبية
العلاقات السلوفاكية الليبية هي العلاقات الثنائية التي تجمع بين سلوفاكيا وليبيا.

## مقارنة بين البلدين
هذه مقارنة عامة ومرجعية للدولتين:
| وجه المقارنة                                              | سلوفاكيا                                                       | ليبيا                                       |
| --------------------------------------------------------- | -------------------------------------------------------------- | ------------------------------------------- |
| المساحة (كم2)                                             | 49.03 ألف                                                      | 1.76 مليون                                  |
| عدد السكان (نسمة)                                         | 5.44 مليون                                                     | 6.37 مليون                                  |
| الكثافة السكانية (ن./كم²)                                 | 110.95                                                         | 3.62                                        |
| العاصمة                                                   | براتيسلافا                                                     | طرابلس                                      |
| اللغة الرسمية                                             | اللغة السلوفاكية                                               | اللغة العربية، اللغة العربية الفصحى الحديثة |
| العملة                                                    | كرونة سلوفاكية، يورو                                           | دينار ليبي                                  |
| الناتج المحلي الإجمالي (بليون دولار)                      | 95.77 مليار                                                    | 50.98 مليار                                 |
| الناتج المحلي الإجمالي (تعادل القوة الشرائية) بليون دولار | 162.34 مليار                                                   | 69.32 مليار                                 |
| الناتج المحلي الإجمالي الاسمي للفرد دولار أمريكي          | 16.09 ألف                                                      |                                             |
| الناتج المحلي الإجمالي للفرد دولار أمريكي                 | 30.46 ألف                                                      | 15.60 ألف                                   |
| مؤشر التنمية البشرية                                      | 0.844                                                          | 0.724                                       |
| رمز المكالمات الدولي                                      | +421                                                           | +218                                        |
| رمز الإنترنت                                              | .sk                                                            | .ly                                         |
| المنطقة الزمنية                                           | توقيت وسط أوروبا، ت ع م+01:00، ت ع م+02:00، أوروبا/براتيسلافا ‏ | ت ع م+02:00، توقيت شرق أوروبا               |

## منظمات دولية مشتركة
يشترك البلدان في عضوية مجموعة من المنظمات الدولية، منها:
| علم المنظمة | اسم المنظمة                        | تاريخ انضمام سلوفاكيا | تاريخ انضمام ليبيا |
| ----------- | ---------------------------------- | --------------------- | ------------------ |
|             | مؤسسة التنمية الدولية              | 1993                  | 1 أغسطس 1961       |
|             | يونسكو                             | 9 فبراير 1993         | 27 يونيو 1953      |
|             | وكالة ضمان الاستثمار متعدد الأطراف | 1993                  | 5 أبريل 1993       |
|             | الأمم المتحدة                      | 19 يناير 1993         | 14 ديسمبر 1955     |
|             | الاتحاد البريدي العالمي            | ?                     | ?                  |
|             | البنك الدولي للإنشاء والتعمير      | 1993                  | 17 سبتمبر 1958     |
|             | الاتحاد الدولي للاتصالات           | 23 فبراير 1993        | 3 فبراير 1953      |
|             | منظمة حظر الأسلحة الكيميائية       | ?                     | ?                  |
|             | مؤسسة التمويل الدولية              | 1993                  | 18 سبتمبر 1958     |
|             | منظمة الشرطة الجنائية الدولية      | ?                     | ?                  |

## وصلات خارجية
- موقع وزارة الخارجية السلوفاكية
- موقع وزارة الخارجية الليبية